# Zamek w Oświęcimiu
Zamek w Oświęcimiu – budowla wzniesiona w średniowieczu na szczycie wzgórza, na prawym brzegu rzeki Soły w Oświęcimiu. 
Zamek składa się ze zbudowanej pod koniec XIII-wieku wczesnogotyckiej wieży typu bergfried oraz dwukondygnacyjnego, podpiwniczonego budynku wzniesionego na planie prostokąta (stare skrzydło zamku z początku XVI wieku) i łącznika z lat 1929–1931 wybudowanego na miejscu starszej zabudowy. Znaczną część fortyfikacji zabrała – zmieniająca przez wieki swój bieg – rzeka. 
Na wzgórzu zamkowym znajdują się resztki murów obronnych, bastei. Zamek królewski położony był w drugiej połowie XVI wieku w powiecie śląskim województwa krakowskiego. Pod zamkiem ciągną się dwa tunele: starszy (zbudowany przed 1914 r.) i drugi wydrążony przez Niemców (1940–1944). Tunel ten pełnił funkcję schronu przeciwlotniczego.

## Opis zamku

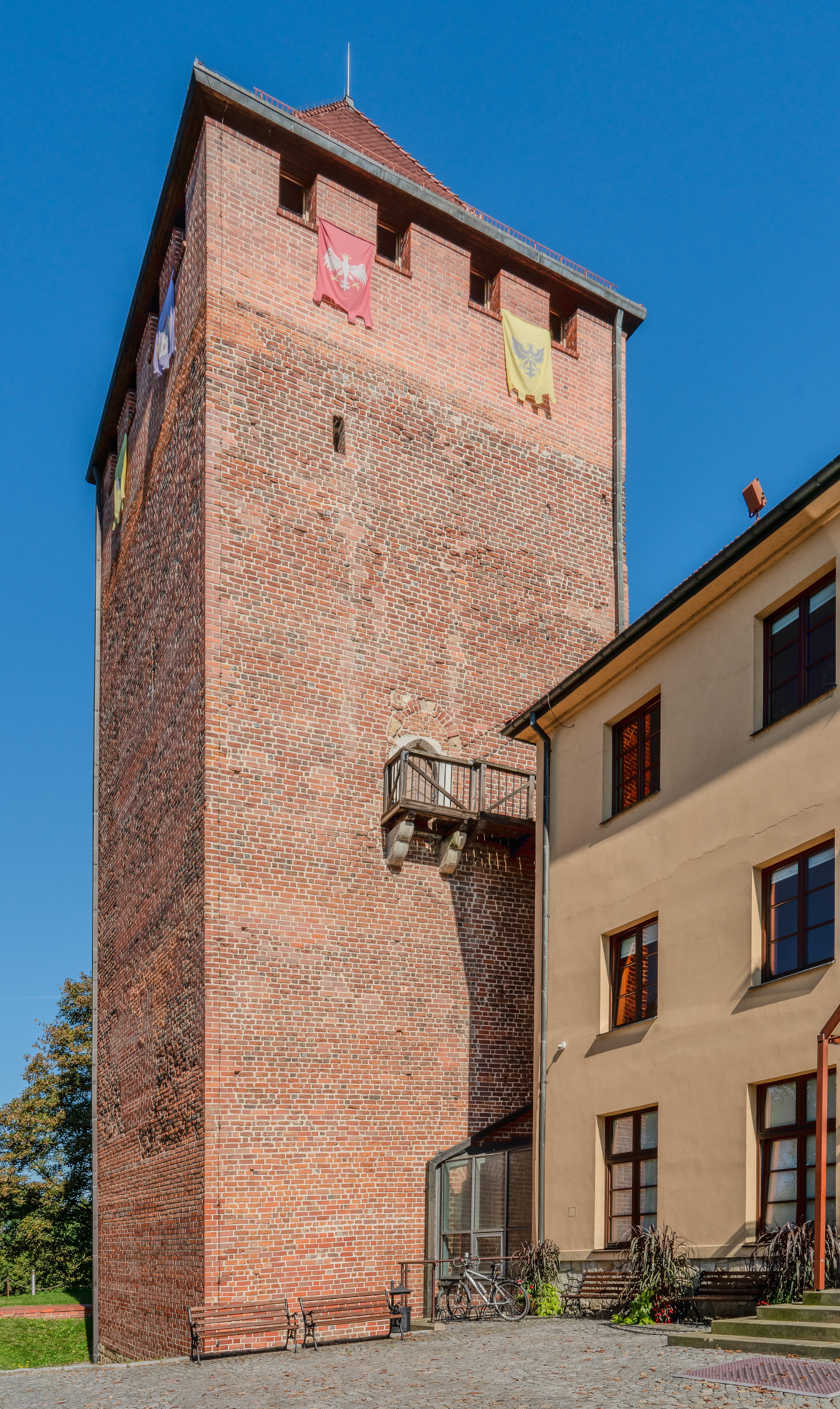
Stołp

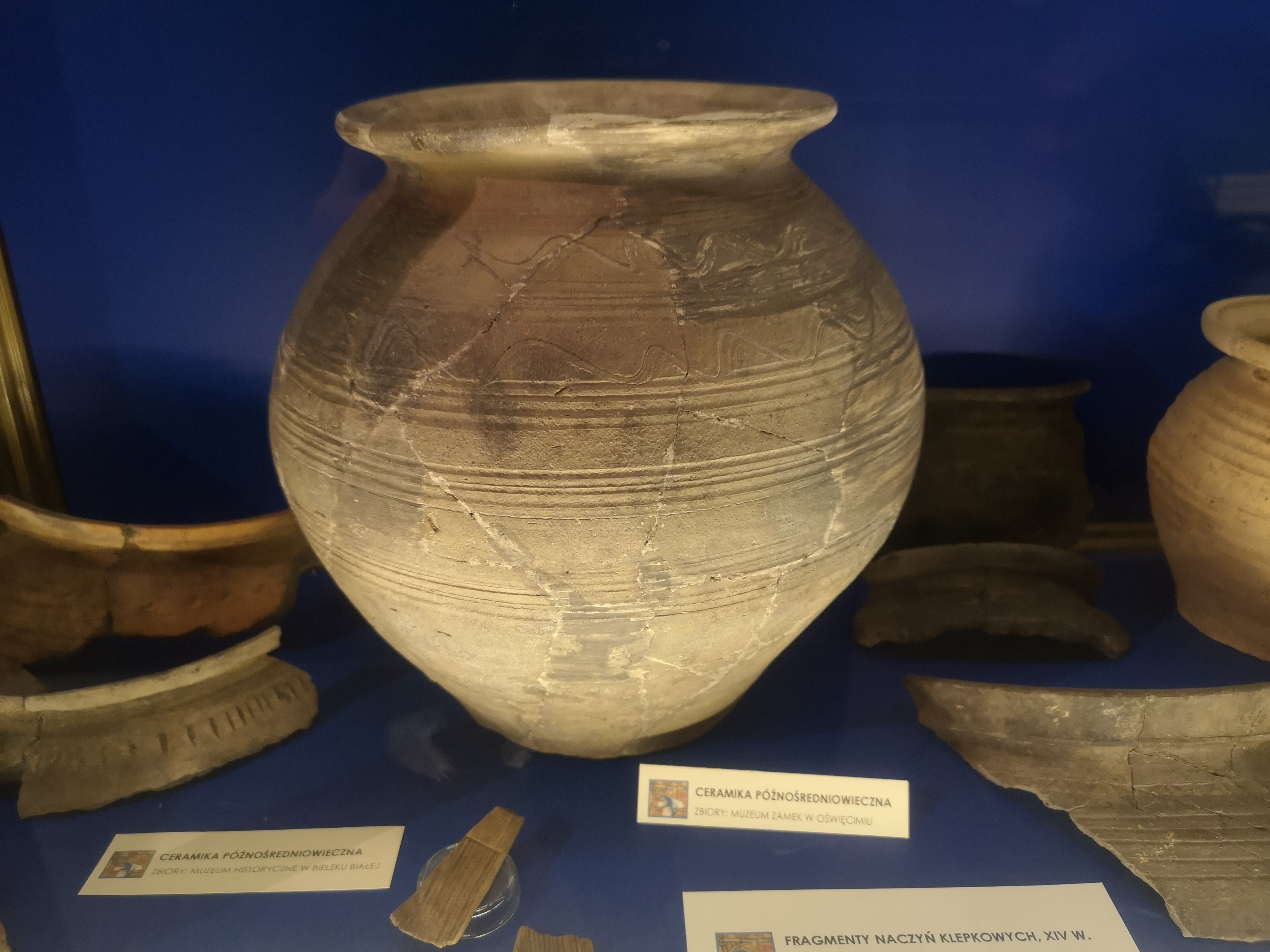
Zbiory muzeum zamkowego

Wieżę zbudowano na rzucie kwadratu o boku 10,5 m, jej ściana zachodnia została wysunięta poza obrys murów o około 2 m, a cała wieża 1,5 m ponad poziom najstarszej części muru. Po wzniesieniu kamiennej budowli do wysokości 1,7 m nad poziom fundamentów, prace z nieznanych przyczyn przerwano, a po wznowieniu budowy zmieniono materiał budowlany na cegłę. Zastosowano technikę opus emplectum, cegły ułożono w wątku wendyjskim. Grubość ścian wieży u podstawy wynosi ok. 4 m, zachowały się dwa piętra z tego okresu i dobudowana kondygnacja, w miejscu niezachowanej, z XVI wieku. Dach, kryty gontem, wieńczą dwie miedziane kule. Wewnątrz na wyższej kondygnacji jest duże pomieszczenie mieszkalne z kominkiem, od strony północno-wschodniej widnieje okno strzelnicze z reliktem dawnego pomostu (drewniana belka wbita w mur). Od południowej strony na poziomie dziedzińca znajduje się wejście wykonane w XIX wieku. Pierwotne, zwieńczone ostrołukowym portalem, znajduje się 10 m wyżej. Styl budowli, pomimo wielu napraw i rekonstrukcji, pozostał niezmieniony.
Na podstawie zachowanych dokumentów lustracyjnych zamku można opisać wyposażenie i wygląd pomieszczeń. By wejść do zamku, trzeba było przejść po dwóch drewnianych mostach; pomieszczenia, w których podejmowano przybyłych, mieściły się na piętrze. Składały się na nie duża izba sądowa, dwa pokoje i dodatkowa sala. Po drugiej stronie zamku, też na piętrze, znajdowało się kilka izb i kaplica, pod nimi kancelaria i "sklepy" (pomieszczenia dobrze zabezpieczone, być może przechowywano tam księgi grodzkie). 
Wieża miała dwie lub trzy kondygnacje połączone wewnątrz schodami. Wejście na znacznej wysokości wymagało przystawiania drabiny. W XVI wieku dobudowano drewniane schody zewnętrzne, które nie przetrwały do czasów współczesnych. W dolnej części, do której nie było dostępu z zewnątrz, mieściło się więzienie. Na elewacji wieży widniał zegar. 
W budynku sąsiadującym z wieżą, oprócz pomieszczeń mieszkalnych, była piekarnia, spiżarnie, sklepione piwnice, kuchnia, browar, słodownia.
W zbrojowni przy pierwszej bramie przechowywano hakownice, kusze, działa kopijnicze, pawęże, sulice (krótkie włócznie z żelaznym ostrzem), włócznie, proch strzelniczy, kule żelazne, sypy do kusz.

## Galeria zdjęć

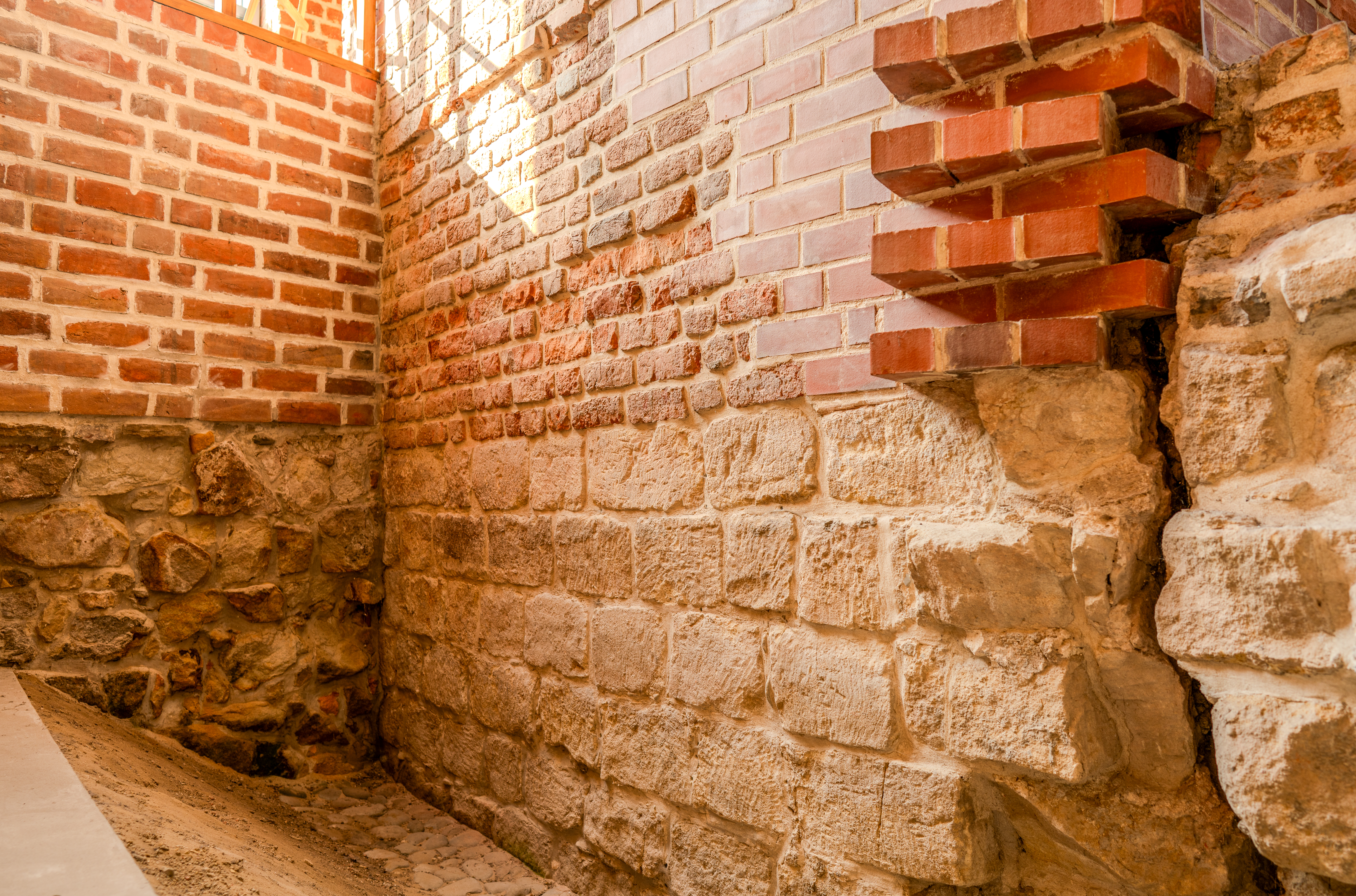
Fundamenty kamienne i ceglane
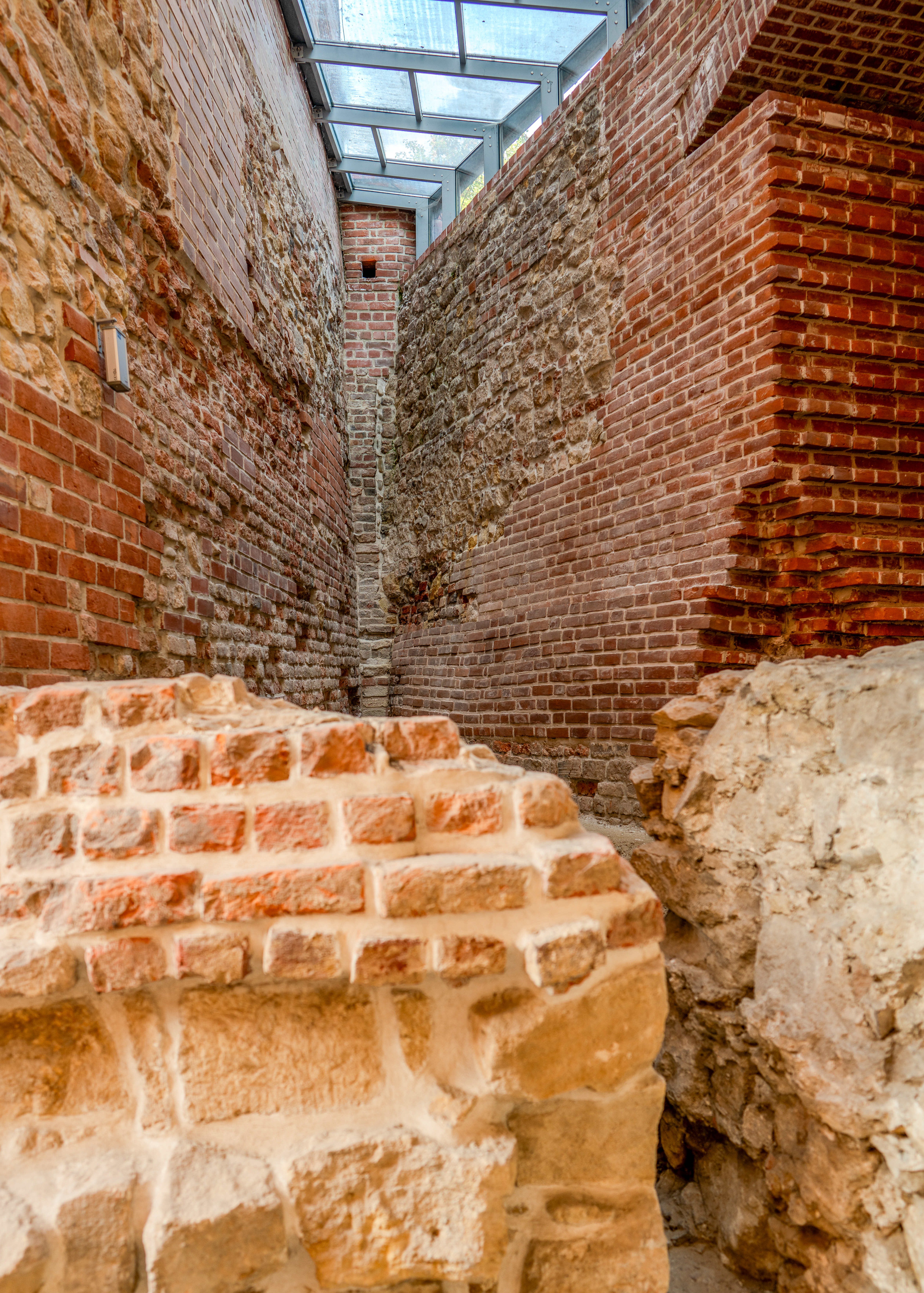
Fundamenty kamienne i ceglane
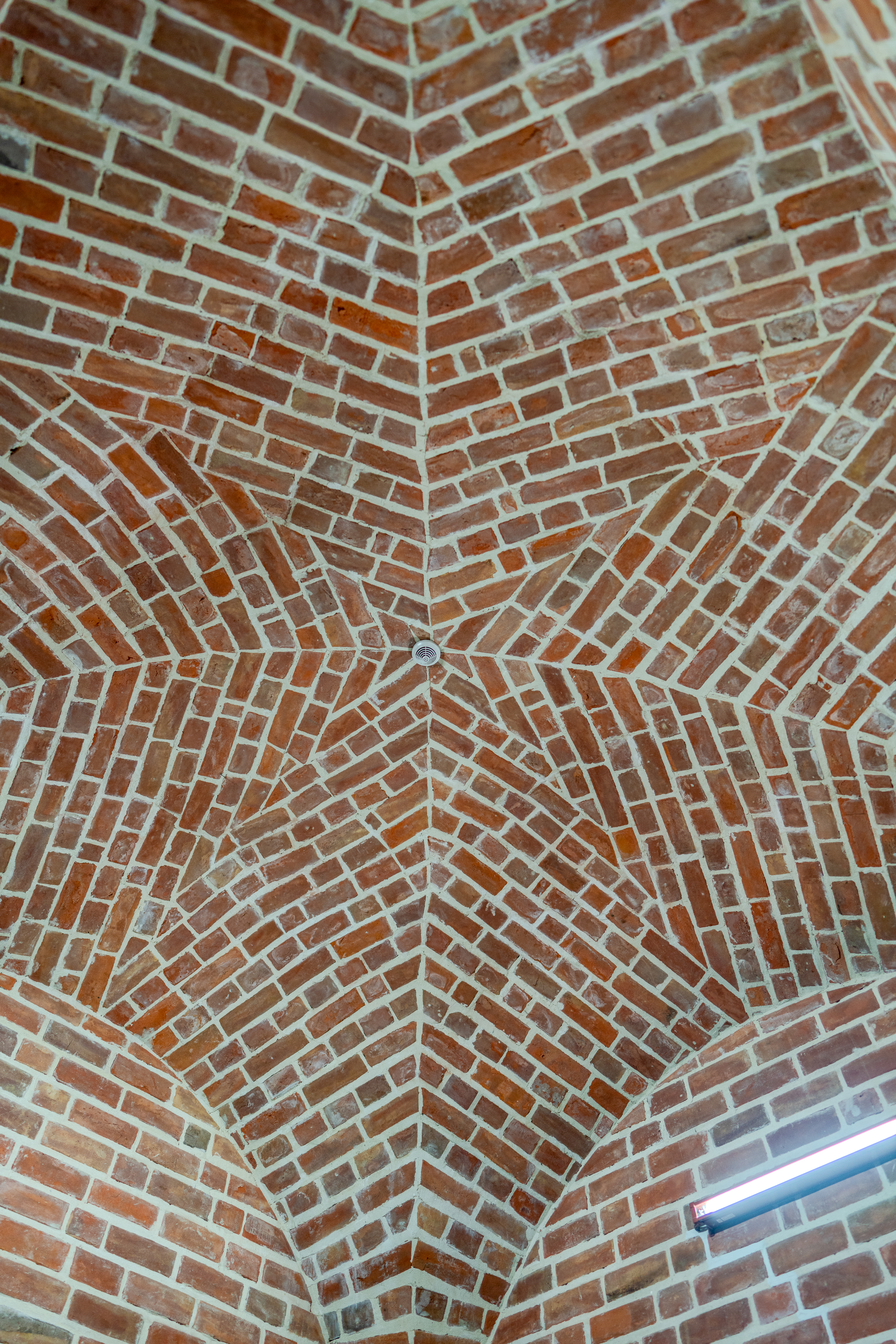
Sklepienie nad schodami w wieży
Fragment muru wieży

## Historia

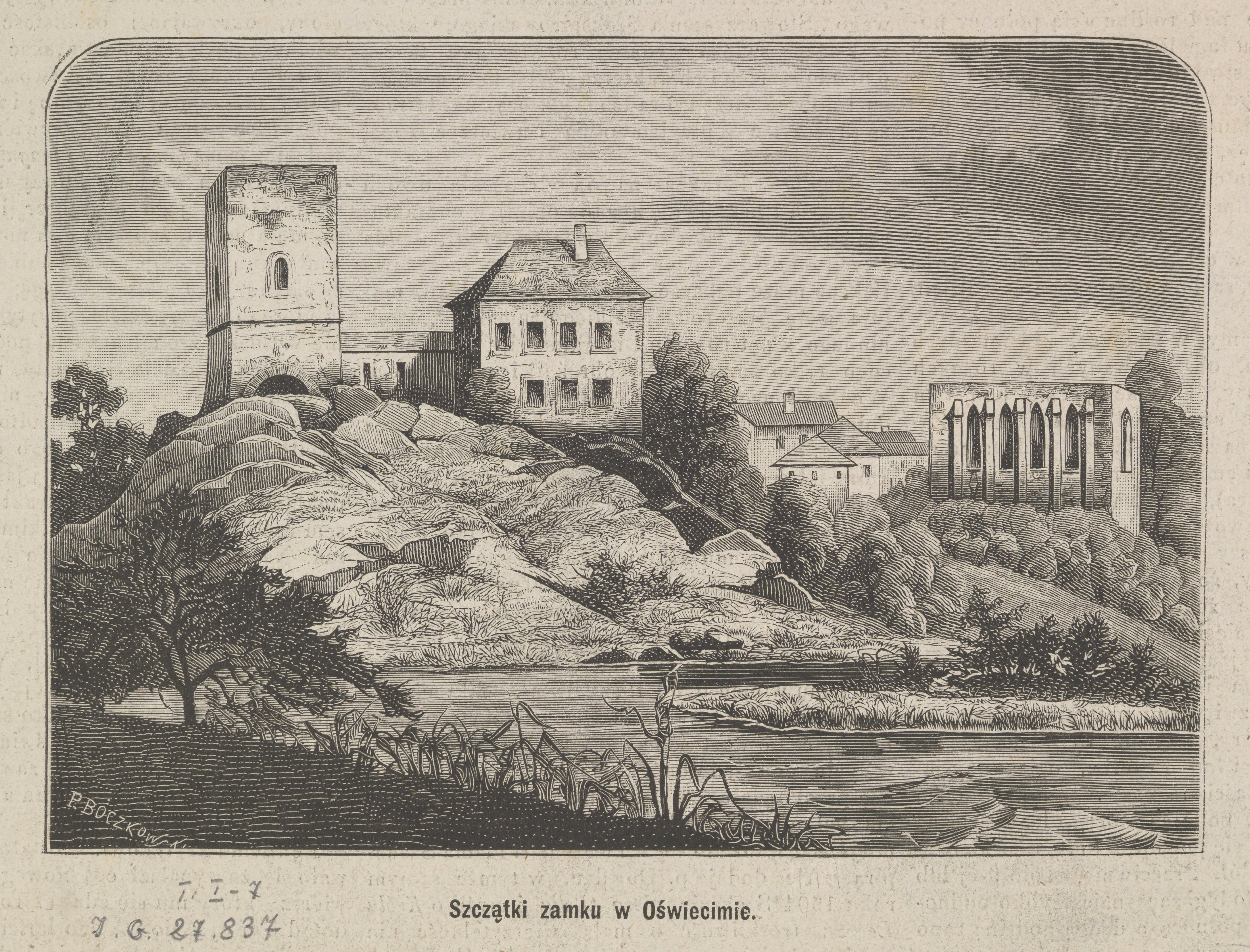
Ruiny zamku około 1850

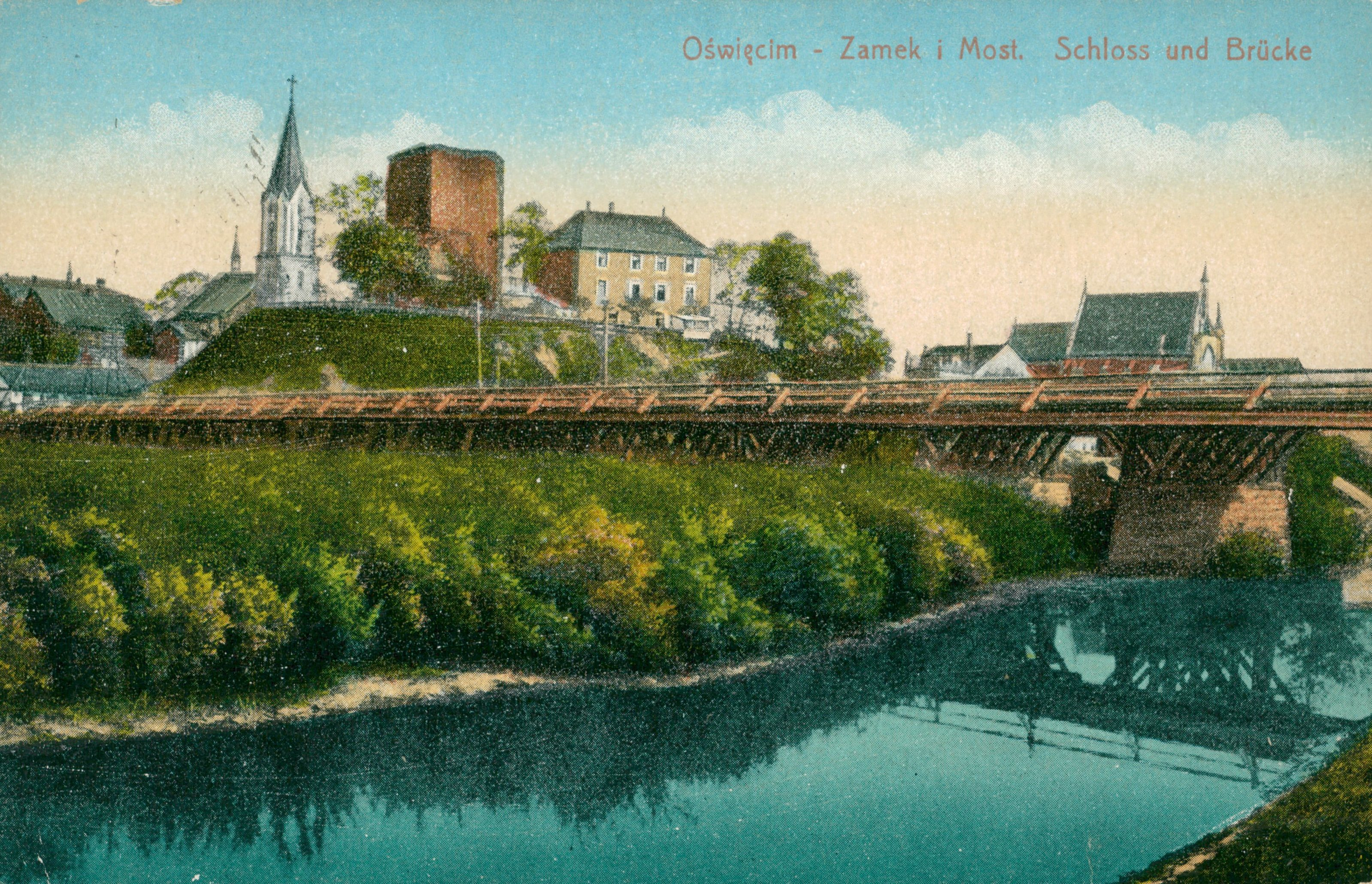
Zamek między 1910-1917

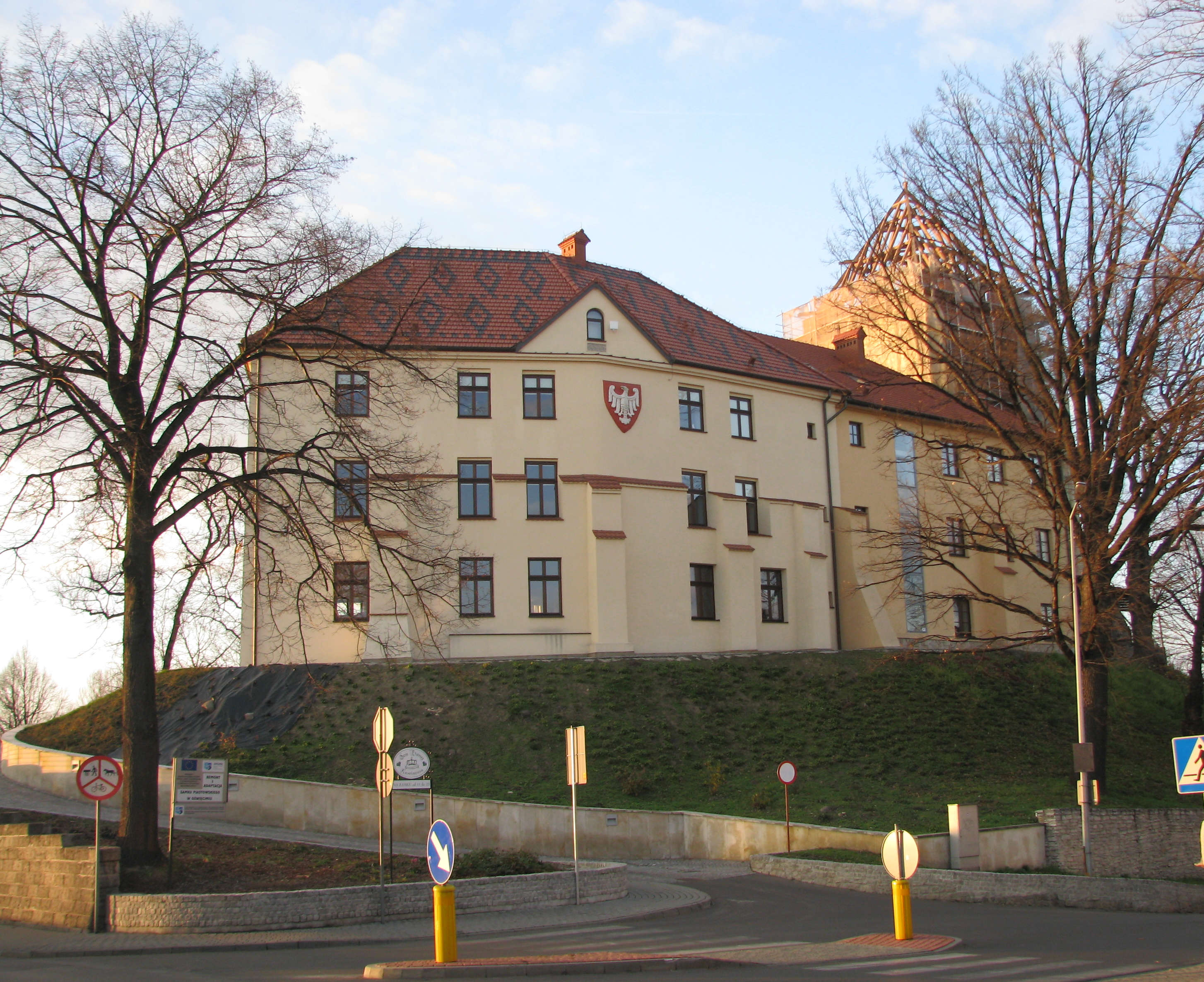
Zamek widziany od wschodu, wieża po prawej w remoncie (2008)

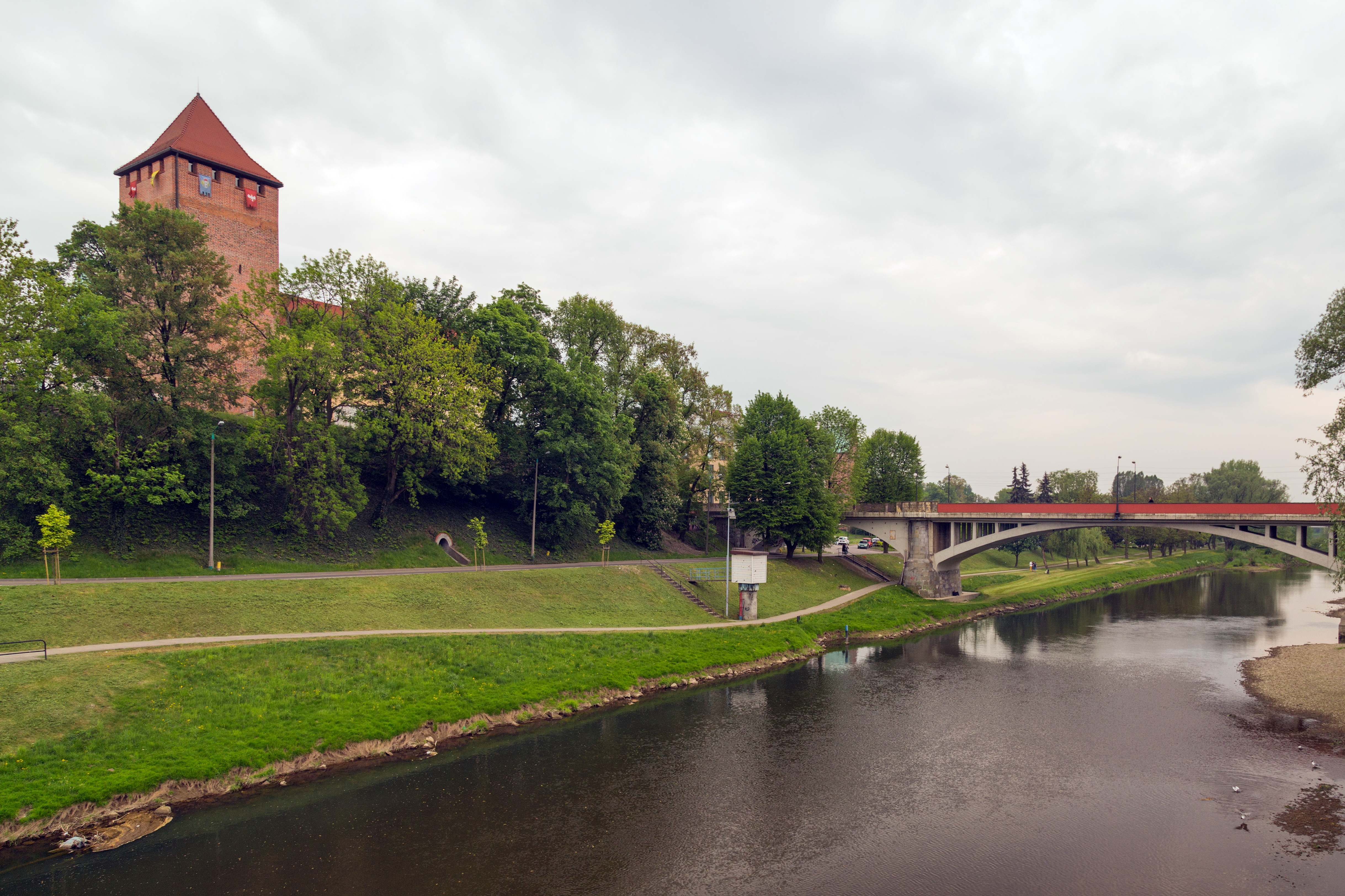
Zamek od strony rzeki Soły

Pierwsze wzmianki o kasztelanii oświęcimskiej pochodzą z okresu, gdy została ona przyłączona do księstwa opolskiego (lata 1177–1179).
Przebudowę i umocnienie obronne zamku przypisuje się synowi Mieszka Plątonogiego księciu Kazimierzowi. Świadczyć o tym mogą odkrycia archeologiczne w pobliżu wieży potwierdzające istnienie obiektu murowanego na wzgórzu zamkowym w pierwszej połowie XIII wieku.
W 1241 gród i okolice splądrowali Tatarzy pod dowództwem Baidara, zmierzający na Śląsk. Po tym wydarzeniu miasto odbudowano i otoczono murami, a na wzgórzu rozpoczęto wznoszenie kamiennego stołpu na planie kwadratu. Koło tej wieży po uzyskaniu przez Oświęcim w 1291 przywileju sądowniczego kat, nazywany "mistrzem świętej sprawiedliwości", wykonywał wyroki. 
W 1314 lub (1315) zamek został siedzibą pierwszego władcy Księstwa Oświęcimskiego – księcia Władysława I. 
W latach 1414–1433, przez cały okres swojego panowania, rezydował w zamku książę Kazimierz I, syn Przemysława.
W 1453 zamek przetrwał oblężenie byłego właściciela Jana IV, który nie mogąc się pogodzić z utratą rezydencji, dążył do jego odzyskania.
W 1454 zamek wraz z księstwem oświęcimskim został oddany w hołd Kazimierzowi Jagiellończykowi, a trzy lata później 21 lutego sprzedany. Ponieważ król nabył lenna czeskie, musiał porozumieć się z królem Czech co do statusu tych włości. Na mocy traktatu głogowskiego (1462) zamek, jako część ziemi oświęcimsko-zatorskiej, stał się częścią Korony. Pierwszym kasztelanem został Mikołaj Słop. Król otoczył nowy nabytek, położony w sąsiedztwie Śląska, szczególną troską. Polecił odrestaurować zamek i mury miasta, umocnić system obronny i pogłębić fosy. Prace sfinansowali mieszkańcy ziemi oświęcimskiej i krakowskiej jednorazową dobrowolną daniną. 
W 1503 pożar strawił drewniane zabudowania, ocalał jedynie stołp i fundamenty. Odbudowa trwała wiele lat, a na potrzeby budowy zamku uruchomiono w 1512 cegielnię i w 1525 kamieniołom. Prace zakończono w 1534. Koszty odbudowy pokrył ustanowiony podatek powszechny i opłaty uzyskane za korzystanie z mostu zbudowanego w 1504. Zezwolenie na budowę mostu musiał potwierdzić sam król Aleksander Jagiellończyk, ponadto zwolnił miasto na 15 lat z podatków. Była to ostatnia wielka przebudowa zamku i jego otoczenia. W późniejszych latach budowla systematycznie chyliła się ku upadkowi, traciła swój obronny charakter.
Pożar spowodowany przez Szwedów w 1656 przypieczętował upadek zamku.
Lustracja z 1765 wykazała zniszczenia wszystkich zabudowań oprócz wieży i budynku południowego zamku. Powodzie w 1805 i 1813 podmyły wzgórze i zniszczyły mury obronne oraz budynki gospodarcze. Przez pewien czas w zamku mieścił się skład soli, po czym władze austriackie przeznaczyły go do rozbiórki, czego jednak nie zrealizowano. Ostatnie przebudowy z lat 1904–1906 i 1929–1931 ostatecznie zmieniły charakter zamku. O jego dawnym przeznaczeniu i obronności świadczyła tylko gotycka wieża.
W czasie II wojny światowej w zamku była siedziba niemieckich władz okupacyjnych. Obecnie jest własnością Urzędu Miejskiego w Oświęcimiu. W 2007 zakończył się pierwszy etap remontu współfinansowanego przez Unię Europejską. W drugim etapie zostanie odrestaurowana gotycka wieża.